# 富济永
富济永（法語：Fouzilhon，法語發音：[fuzijɔ̃]）是法国埃罗省的一个市镇，属于贝济耶区。

## 地理
富济永（43°30'5"N, 3°14'41"E）面积5.39 平方千米，位于法国奧克西塔尼大區埃罗省，该省份为法国南部沿海省份，南濒地中海，西南接奥德省，西北接塔恩省和阿韦龙省，东北与加尔省接壤。
与富济永接壤的市镇（或旧市镇、城区）包括：加比扬、洛朗斯、马加拉斯、罗克塞勒。

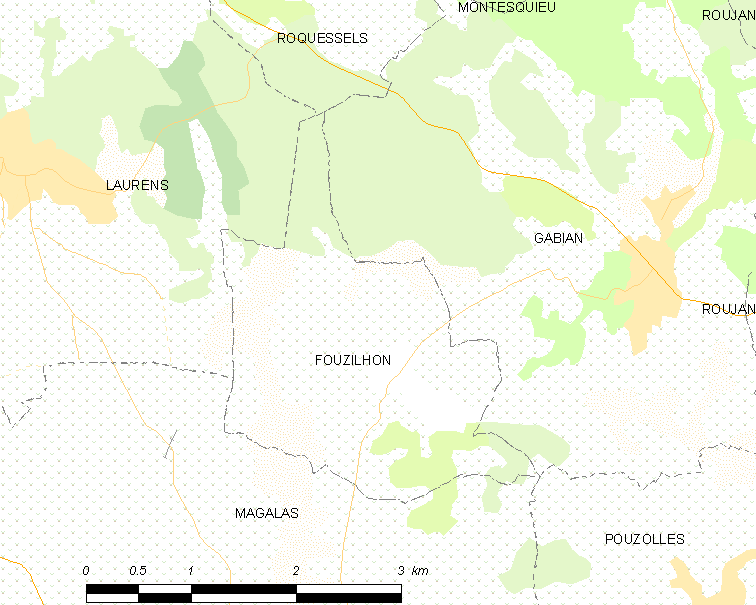
富济永的OSM定位图

富济永的时区为UTC+01:00、UTC+02:00（夏令时）。

## 行政
富济永的邮政编码为34480，INSEE市镇编码为34105。

## 政治
富济永所属的省级选区为卡祖勒莱贝济耶县。

## 人口

1962-2008年间富济永人口变化图示

富济永于2022年1月1日时的人口数量为247人。